# Isidro del Prado
Isidro del Prado (Barcelona, 15 mei 1959) is een voormalig Filipijns atleet. Hij is sinds 1984 Filipijns recordhouder 400 meter met een tijd van 45,57 seconden. Del Prado behaalde zijn grootste successen op de 400m. Zo won hij op die afstand tweemaal een gouden medaille op de Aziatische atletiekkampioenschappen (1982 en 1984) en veroverde hij een zilveren medaille op de Aziatische Spelen van 1986 in Seoel. Del Prado deed namens de Filipijnen mee ook mee aan de 400m op de Olympische Spelen van 1984 in Los Angeles.

## Biografie
Isidro del Prado werd geboren op 15 mei 1959 in barangay Cagang in de plaats Barcelona in de Filipijnse provincie Sorsogon. Del Prado werd ontdekt door Michael Marcos Keon. Hij was in die tijd president van het Filipijns Olympisch Comité en directeur van het door president Ferdinand Marcos geïnitieerde nationale sportprogramma Gintong Alay, een programma dat de topsport in de Filipijnen moest ontwikkelen. Del Prado en Lydia de Vega waren de twee succesvolste atleten die het programma voortbrachten. De Vega ontwikkelde zich tot de sprintkoningin van Azië op de 100m en 200m en hoewel Del Prado wellicht de meeste potentie had op de 800 meter zou hij zich uiteindelijk concentreren op de 400 meter 
In 1981 liep Del Prado bij de Zuidoost-Aziatische Spelen in Manilla 47,10s op de 400 meter. Hij verbrak daarmee het Filipijns record van 48,41 seconden van Clemente Lupangco. In de jaren erna zou hij zijn eigen nationaal record nog zes maal verbreken. Tijdens dezelfde Zuidoost Aziatische Spelen van 1981 won Del Prado tevens een gouden medaille op de 800 meter. Twee jaar later won hij opnieuw goud bij de Zuidoost-Aziatische Spelen, ditmaal in Singapore met een tijd van 46,40s. Later dat jaar veroverde Del Prado ook goud bij de Aziatische atletiekkampioenschappen in Koeweit met een nog iets snellere tijd (46,24s).
In 1984 was Del Prado de Filipijnse vlaggendrager op de Olympische Spelen van 1984 in Los Angeles. In de series liep Del Prado 46,82s waarmee hij derde werd in zijn series. Een dag later werd hij in de kwartfinales echter uitgeschakeld met een tijd van 46,71s. In december 1984 verbeterde hij het Filipijns nationaal record voor de zevende en laatste keer, toen hij bij de ASEAN Cup in Manilla 45,57s liep. Deze tijd is nog steeds het Filipijns nationaal record. 
Een jaar later werd Del Prado bij de Aziatische atletiekkampioenschappen in Jakarta een tweede maal Aziatisch kampioen op de 400m met een tijd van 45,61s. Later dat jaar veroverde hij met zijn teamgenoten Marlon Pagalilavan, Romeo Gido en Honesto Larce goud in een Filipijns en kampioenschapsrecord bij de Zuidoost Aziatische Spelen van 1985. Hun winnende tijd van 3:06.58 was jarenlang het Filipijns nationaal record tot het in 2023 bij de Aziatische spelen werd verbetert tot 3:06.15 door een Filipijns team met daarin ook Prado's zoon Michael Prado. 
In 1986 veroverde Del Prado een zilveren medaille op de 400m bij de Aziatische Spelen van 1986 in Seoul met een tijd van 45,96s. Nadien liep Del Prado steeds wat minder snel en werden de resultaten minder goed. Hij veroverde nog een zilveren medaille bij de Zuidoost-Aziatische Spelen van 1987 in Jakarta met 46,78s en een gouden medaille op de Zuidoost-Aziatische Spelen van 1989 in Kuala Lumpur met 47,20s
Na zijn carrière als atleet was Del Prado actief als atletiekcoach. Van 2010 tot 2022 was Del Prado de nationale atletiekcoach van Brunei. Gedurende deze periode braken diverse van zijn atleten een nationaal record. Ook werden er podiumplekken behaald op regionaal en internationaal niveau.
Del Prado heeft twee zonen die ook atleet werden. Zijn zoon Isidro del Prado jr. won in 2013 een gouden medaille op de 4x400 meter estafette op de Zuidoost-Aziatische Spelen. En in 2023 won ook zijn andere zoon Michael del Prado goud namens de Filipijnen op de 4x400 meter estafette op de Zuidoost-Aziatische Spelen, nadat hij eerder in 2017 en in 2019 al een bronzen medaille won op deze regionale spelen op dit estafette onderdeel.

## Titels
- Aziatisch kampioen 400m - 1982, 1984

## Persoonlijke records
| Onderdeel | Prestatie  | Datum            | Plaats    |
| --------- | ---------- | ---------------- | --------- |
| 400 meter | 45,57 (NR) | 1 december 1984  | Manilla   |
| 800 meter | 1:53,83    | 8 september 1989 | Barcelona |

## Palmares

### 400 m
- 1981:  Zuidoost-Aziatische Spelen in Manilla - 47,10 s
- 1983:  Zuidoost-Aziatische Spelen in Singapore - 46,40 s
- 1983: 8e in HF1 Wereldkampioenschappen atletiek 1983 in Helsinki - 46,92 s
- 1983:  Aziatische atletiekkampioenschappen in Koeweit - 46,24 s
- 1984: 8e in KF4 Olympische Spelen van 1984 in Los Angeles - 46,24 s
- 1984:  ASEAN Cup in Manilla - 45,57 s (NR)
- 1985:  Aziatische atletiekkampioenschappen in Jakarta - 45,61 s
- 1986:  Aziatische Spelen 1986 in Seoul - 45,96 s
- 1987:  Zuidoost-Aziatische Spelen in Jakarta - 46,78 s
- 1989:  Zuidoost-Aziatische Spelen in Kuala Lumpur - 47,20 s

### 400 m korte baan
- 1985: 4e in S5 Wereldkampioenschappen indooratletiek 1985 - 48,35 s

### 800 m
- 1981:  Zuidoost-Aziatische Spelen in Manilla - 1:48.79
- 1989: 9e Barcelona IAAF World Cup - 1:53.83

### 4x400 m estafette
- 1985:  Zuidoost-Aziatische Spelen in Bangkok - 3:06.58 (NR)
- 1989: 9e Barcelona IAAF World Cup - 3:05.63